# Vertikalverschiebung
Die Vertikalverschiebung ist ein Phänomen des mittelalterlichen Burgenbaus. Der Begriff bezeichnet den „Prozeß der allmählichen Loslösung der Burg vom Siedlungs- und Gutsverband“ im europäischen 12. und 13. Jahrhundert. Das Phänomen des „Höherwanderns“ von Burganlagen vom geschlossenen Siedlungsverband weg auf isolierte Höhen ist seit etwa 1100 zunächst beim höheren Adel zu konstatieren und erfasst in einer zweiten Welle auch die Ministerialen.
Besonders deutlich geben sich die beinahe regelhafte Ablöse der Burgensitze und der damit verbundene Namengebungswandel im inneralpinen Raum, vor allem in Graubünden und in Tirol zu erkennen. Aber auch in Flachlandschaften wie etwa Niederösterreich oder dem Niederrhein lässt sich das „Höherspringen“ von Burgen beobachten.
Die grundlegenden Tiroler Untersuchungen von Martin Bitschnau haben erwiesen, dass der Standortwechsel in die Höhe weniger vor einem militärischen als einem sozialgeschichtlichen Hintergrund zu sehen ist. Demnach drückt sich in der Höhenbewegung nicht so sehr die vielbemühte „Lagegunst“ als vielmehr die Distanzierung des Adels von untergeordneten Bevölkerungsschichten aus. Die Höhenburg wird zum „Identifikationsobjekt von Herrschaft und Macht“ und macht auch baulich-architektonisch die stärkere Verrechtlichung, Verselbständigung und das Standesethos einer privilegierten Elite sichtbar. Damit ist der hochmittelalterliche Burgenbau als Phänomen sozialer Ungleichheit angesprochen, dessen Manifestieren Mechanismen der hochmittelalterlichen Gesellschaft offenlegt.
Tiroler Beispiele für die Vertikalverschiebung (und den Namenswechsel des Burgsitzes) sind etwa die Haselburg bei Bozen (Haslach → Haselberg/burg; Höhenwanderung kurz vor 1237), die Leonburg (Lana → Lanaburg/berg) bei Lana oder Schloss Freundsberg bei Schwaz.